# Miep Gies
Miep Gies, pierwotnie Hermine Santrouschitz (ur. 15 lutego 1909 w Wiedniu, zm. 11 stycznia 2010 w Hoorn) – Holenderka pochodzenia austriackiego, która podczas II wojny światowej pomagała w ukrywaniu Anny Frank, jej rodziny i przyjaciół przed nazistami. Po aresztowaniu ukrywającej się grupy Żydów w sierpniu 1944 roku znalazła i przechowała pamiętnik pisany przez Annę.

## Życiorys
Hermine Santrouschitz urodziła się w Wiedniu. W grudniu 1920 roku, by uniknąć niedoboru pożywienia w powojennej Austrii została przewieziona do Lejdy w Holandii. W 1922 roku wraz ze swoją przybraną rodziną przeniosła się do Amsterdamu. W 1933 rozpoczęła pracę w firmie Ottona Franka i zaprzyjaźniła się z jego rodziną. 16 lipca 1941 wyszła za mąż za Jana Giesa po odmowie przystąpienia do związku kobiet nazistowskich i groźbie deportacji do Austrii. 
Jedną  z konsekwencji niemieckiej okupacji było przymusowe wywłaszczenie: firmy Opekta i Pectacon należących do Franków, musiały stać się „aryjskie”. Dzięki zręcznej finansowej konstrukcji udało się Ottonowi Frankowi doprowadzić do tego, że jego firmy zostały przejęte przez zaprzyjaźnionych z nim pracowników Johannesa Kleimana, Victora Kuglera i Jana Giesa, męża sekretarki Miep. W ten sposób udało mu się zapobiec przejęciu firm przez zarządcę wyznaczonego przez Niemców.
Od czerwca 1942 do sierpnia 1944 Miep wraz ze swoim mężem oraz współpracownikami Victorem Kuglerem, Johannesem Kleimanem i Bep Voskuijl pomagali w ukrywaniu Edith i Ottona Frank, ich córek Margot i Anne, Hermanna i Augustę van Pelsów, ich syna Petera i Fritza Pfeffera w kryjówce na tyłach oficyny ich biura w Amsterdamie. Zgodnie z ustanowionym prawem za pomoc Żydom w ukrywaniu się groziło rozstrzelanie. W praktyce wyroki były nie tak ciężkie; najczęściej osoby pomagające skazywano na około 6 miesięcy ciężkich robót.
Rankiem 4 sierpnia 1944 roku anonimowy informator przekazał wiadomość do gestapo dotyczącą grupy ukrywającej się w kamienicy przy Prinsengracht (po wojnie zostały przeprowadzone trzy niezależne śledztwa; żadne nie ujawniło nazwiska informatora). Tego samego dnia cała grupa została aresztowana, a wraz z nimi Victor Kugler i Johannes Kleiman. Miep Gies uniknęła aresztu, ponieważ żołnierz, który miał ją aresztować, był tak jak i ona Austriakiem. Kobieta bezskutecznie zaoferowała mu pieniądze w zamian za uwolnienie jej przyjaciół.
Miep znalazła i przechowała pamiętniki Anny porzucone przez żołnierzy podczas aresztowania, a po wojnie przekazała je ojcu Anny, który jako jedyny przeżył Holokaust. Otto Frank w 1947 roku doprowadził do wydania dziennika córki.

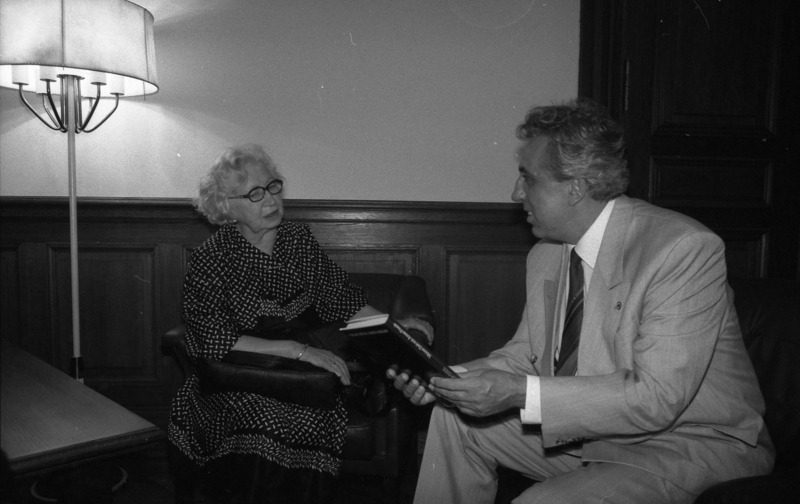
Miep Gies i Egon Krenz, 1989

Po wydaniu książki i przełożeniu jej na wiele języków Miep i Jan Gies stali się rozpoznawalnymi osobami w Holandii. Miep została odznaczona m.in.: nagrodą Sprawiedliwy wśród Narodów Świata, Orderem Zasługi Republiki Federalnej Niemiec, medalem Jad Waszem oraz otrzymała tytuł szlachecki z rąk królowej Holandii Beatrycze.
W 2007 roku ukazał się film Wolność słowa oparty m.in. na wizycie w szkole w Long Beach, którą Miep Gies odwiedziła w latach 90.
Miep Gies mieszkała do śmierci w Holandii Północnej. Zmarła na skutek upadku 11 stycznia 2010 w wieku 100 lat i 330 dni.
Planetoida 99949 Miepgies została nazwana na jej cześć.